# 第五次イタリア戦争
第五次イタリア戦争（1542年 - 1546年）は、イタリア戦争の一部である。
フランス王フランソワ1世とオスマン帝国のスルタン･スレイマン1世が神聖ローマ皇帝カール5世とイングランド王ヘンリー8世と戦った。
イタリア、フランス、ネーデルラントで戦闘が起き、さらにスペインとイングランドの侵攻が企図されるなど、西ヨーロッパの大半を巻き込んだ戦いとなったが、決着はつかず、徒（いたずら）に交戦国の財政を悪化させただけに終わった。

## 概要
戦争は前回の第四次イタリア戦争を終結させたニースの和約の失敗を起因とする。ニースの和約はカールとフランソワの長きにわたる争い、特にミラノ公国への請求を解決しようとした。
1542年、口実を見つけたフランソワは、すかさず宿敵カールに宣戦した。直後にネーデルラントで戦闘が起き、翌年にフランス＝オスマン連合軍がニースを攻囲、北イタリアにも侵攻して血なまぐさいチェレゾーレの戦いを引き起こした。
カールとヘンリーはフランスに侵攻したがブローニュ＝シュル＝メールとサン＝ディジエの包囲が長引き、決定的な打撃はついぞ与えられなかった。
1544年末、カールとフランソワの間でクレピーの和約が成立したが、条約に盛り込まれた政略結婚の新郎であるオルレアン公シャルル2世が死去したことで和平は1年足らずで破綻した。
和約に参加しなかったヘンリーは独力でフランソワと戦い続け、1546年のアルドレスの和約まで粘った。
フランソワとヘンリーが1547年に相次いで死去したことで、イタリア戦争の決着はその継承者に委ねられた。

## 背景
前回の第四次イタリア戦争を終結させたニースの和約は、長きにわたった争いを解決することに失敗した。和約は神聖ローマ皇帝とフランス王に矛を収めさせ、協商をはじめさせたが、二人とも戦争の結果に満足しなかった。フランソワ1世はミラノ公国への請求を取り下げようとせず、カール5世はフランソワが第三次イタリア戦争の最中、スペインで囚われていたときに署名したマドリード条約を履行させようとした。ミラノのほかにもカール5世のブルゴーニュに対する請求やフランソワ1世のナポリとフランドルに対する請求など、問題は山積みであった。
1538年と1539年の間、両大国は調整を続けた。1539年、フランソワはヘントの反乱に直面していたカールを会談に誘った。当時スペインにいたカールは反乱鎮圧のためにフランスを経てネーデルラントへ向かわなければならず、この申し出に同意した。歓待を受けたカールは宗教改革についての議論に前向きだったが、政治的な問題の解決は引き延ばされ、フランス領を離れるまでに合意したことは何もなかった。
1540年3月、カール5世は政略結婚を提案した。長女マリア・デ・アブスブルゴとフランソワの三男・オルレアン公シャルル2世を結婚させ、皇帝の死後ネーデルラント、ブルゴーニュ、シャロレーを継承する、という計画である。一方、その条件として、フランソワはミラノ公国とサヴォイア公国への請求を取り下げ、マドリード条約と貴婦人の和約を履行し、カールと同盟を結ぶ。フランソワはミラノを失うというコストがあまりに大きく、また両条約を何としても履行したくないことから、4月24日に「ミラノを諦める代わりにネーデルラントをすぐに得る」と逆提案した。交渉は数週間続いたが全く進まず、6月には打ち切られた。

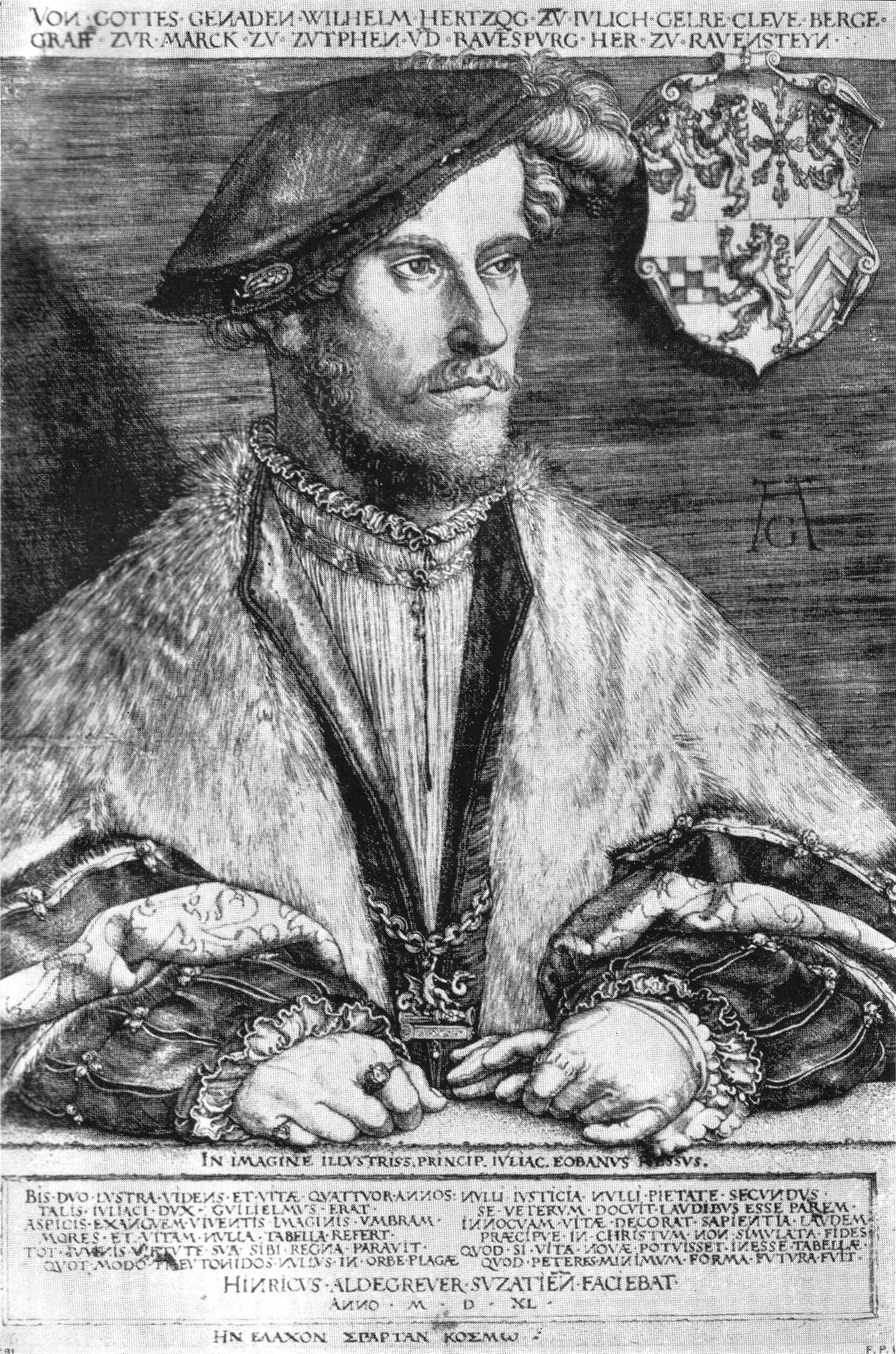
ユーリヒ＝クレーフェ＝ベルク公ヴィルヘルム5世、ハインリヒ・アルデグレーファー画、1540年ごろ。ヴィルヘルム5世はジャンヌ・ダルブレと結婚し、フランソワ1世と同盟したが、カール5世に撃破された。

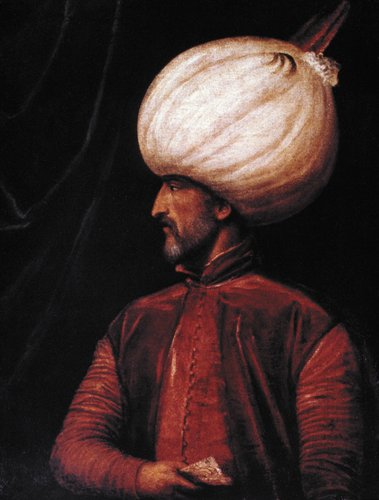
スレイマン1世、ヴェネツィア派画、16世紀。

フランソワはすぐ同盟者集めを始めた。当時、ユーリヒ＝クレーフェ＝ベルク公ヴィルヘルム5世は第三次ゲルデルン継承戦争でカール5世とゲルデルン公位を争っており、後ろ楯を得るためにジャンヌ・ダルブレと結婚した。シュマルカルデン同盟にも声をかけたが、同盟側の動きは鈍く、フランソワは同盟締結に失敗した。1542年までに、ドイツ北部でフランソワと同盟しそうな諸侯は全て皇帝に確保された。遠い東方ではフランスの努力が結実して、フランス・オスマン同盟が更新された。オスマン帝国のスレイマン1世は、オスマンのハンガリー侵攻から皇帝の目をそらすため、フランスと帝国の争いを煽った。
しかし、1541年7月4日、フランス駐オスマン大使のアントワーヌ・ド・リンコンがパヴィアを通過中、帝国軍に殺された。フランソワの抗議に対し、カールは責任を否定し、教皇の助けを借りて調査することを約束した。カールは北アフリカ遠征の計画を立てていたため、これ以上ヨーロッパでの争いに巻き込まれたくなかった。
1541年9月末にはカールがマヨルカ島に到着し、アルジェ遠征を準備していた。フランソワはムスリムと戦っているキリスト教徒を攻撃するのは道理に反するとして、皇帝が遠征している間に宣戦しないことを約した。しかし、帝国の遠征は全くの失敗であった。上陸してすぐ、艦隊は嵐でバラバラにされ、カールは11月までに残りの軍とスペインに帰った。1542年3月8日、後任のフランス大使アントワーヌ・エスカリン・デ・アイマールがオスマン帝国に援助の約束をとりつけ、コンスタンティノープルから戻ってきた。フランソワはリンコンの殺害などを口実に、7月12日に宣戦した。

## 初期の動きとフェンロー条約
フランスはすぐ二手に分かれて作戦を開始した。北ではオルレアン公がリュクサンブールを攻撃、短期間占領した。南ではクロード・ダヌボーとフランソワの長子・王太子アンリがスペイン北部のペルピニャンを包囲したが失敗した。フランソワ自身はラ・ロシェルでおきた塩税改革に起因する反乱で身動きが取れなかった。

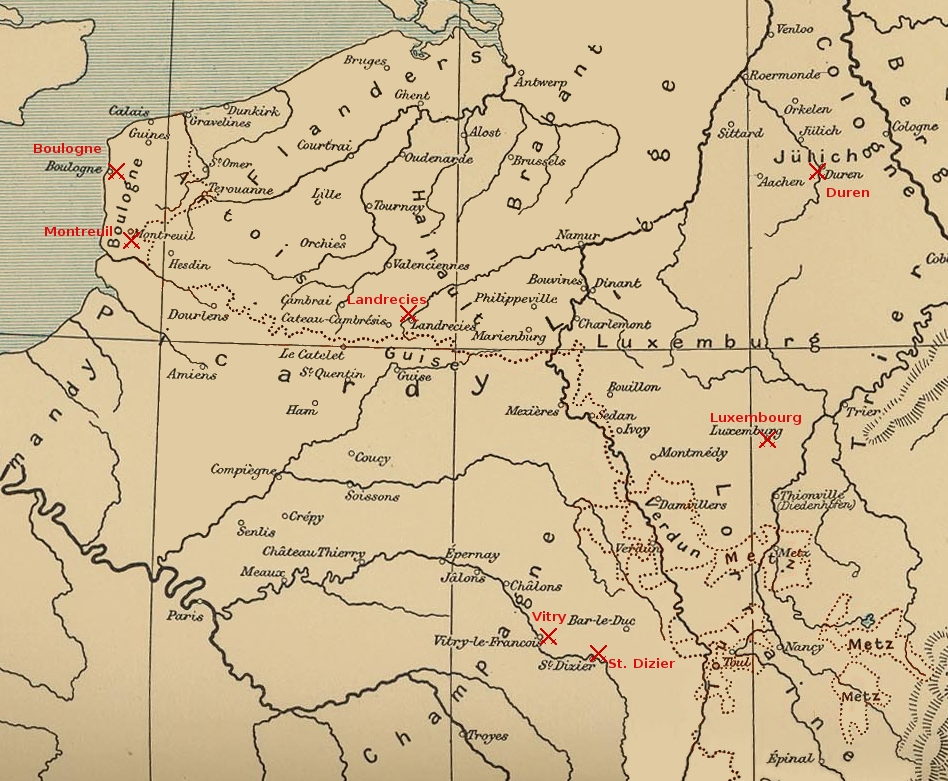
フランス北部とネーデルラントでおきた主な戦闘

この時点でフランソワとヘンリー8世の関係はこじれていた。ヘンリーは同盟条約で規定されていた年金支払いをフランスが拒否したことに激怒していて、さらにフランスのスコットランド介入に直面していた。ヘンリーは息子とスコットランド女王メアリーを結婚させようとし、それがスコットランドの政争につながり、ヘンリーはその隙をついてスコットランドを攻撃した。ヘンリーは1543年夏の宣戦を目途に、フランソワに対する戦争を準備していたが、皇帝の支持を取り付けるのに苦労した。皇帝はヘンリーが教会分裂を引き起こすとみていたので、ヘンリーを攻撃から守ることも、教会の長と呼ぶことも到底受け入れられるものではなかった。交渉は数週間続き、1543年2月11日に同盟条約に漕ぎつけた。条約では2年内のフランス侵攻が約された。同年5月、ヘンリーはフランソワに最後通牒を送り、20日内の返答を要求し、6月22日に宣戦した。
フランス北部で戦火が広がった。ヘンリー8世の命令でジョン・ワロップが5千の軍勢を連れてイギリス海峡を渡ってカレーに到着、そのままネーデルラントの守備についた。フランス軍ではヴァンドーム公アントワーヌが4月にリレを、ダヌボーが6月にランドルシーを占領した。ユーリヒ＝クレーフェ＝ベルク公ヴィルヘルム5世は公然とフランソワに味方してブラバント公国を攻撃、アルトワとエノー伯領で戦闘がおこった。フランソワもついに進軍したがなぜかランスで止まり、一方カールはユーリヒ公国に侵攻してデューレンを占領した。
ここでヴィルヘルム5世の危機を察知したフランソワはオルレアン公とダヌボーにリュクサンブール攻撃を命じ、二人は9月10日に入城した。しかし、ヴィルヘルムはその3日前に投降してフェンロー条約に署名してしまった。条約により、ヴィルヘルム5世はゲルデルン公国とズトフェン伯領をカール5世に割譲し、宗教改革の鎮圧を約束した。カールは続いてランドルシー包囲戦を敢行、フランソワとの決戦を求めた。フランス軍のマルタン・デュ・ベレイは皇帝軍の攻撃を防いだが、フランソワは11月4日にサン＝カンタンへ撤退、皇帝は北上してカンブレーを占領した。

## ニースとロンバルディの戦い

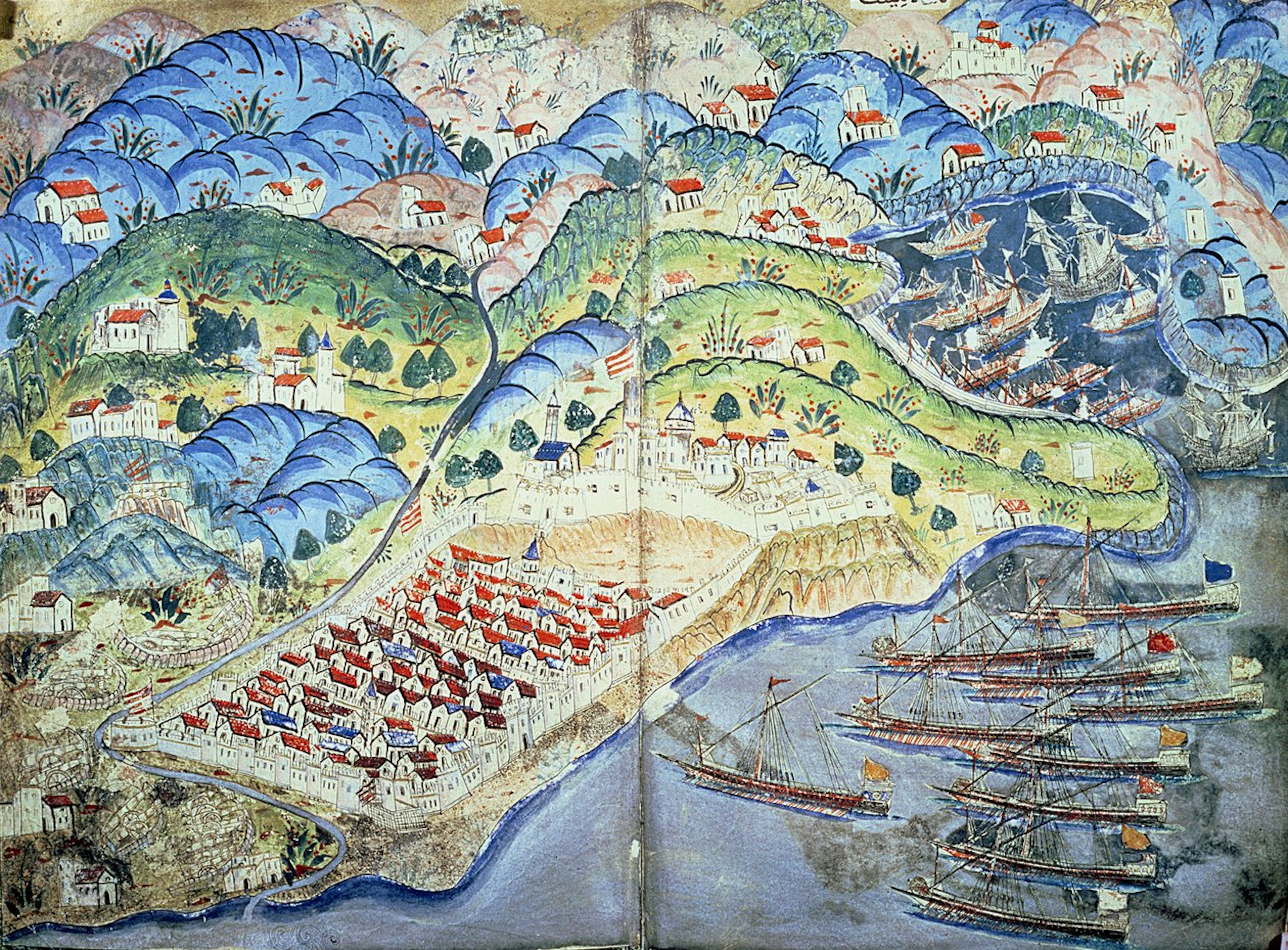
ニース包囲戦、マトラクチュ・ナスーフ画、16世紀

地中海でも戦いがおこっていた。1543年4月、スレイマン1世はバルバロス・ハイレッディン率いる艦隊をフランスに派遣した。バルバロスはダーダネルス海峡を100隻以上のガレー船で通過し、イタリア沿岸を略奪しながらフランスに向かい、7月にマルセイユに到着した。そこでフランス艦隊の指揮官であるアンギャン伯フランソワの歓迎を受けた。8月6日、フランス＝オスマン連合艦隊はニースを出港、軍勢をヴィルフランシュ＝シュル＝メールまで運んだ。ニースはすぐに包囲された。ニースは8月22日に落城したが、城塞は9月8日まで持ちこたえた。
このごろ、バルバロスはフランス海軍にとって負担となっていた。9月6日には「補給がなければ引き揚げる」と言い張った。その対応として、フランソワはトゥーロンの住民を世帯主を除いて追放して、同市をバルバロスに与えた。バルバロスはその後8ヵ月間に渡ってトゥーロンを3万の軍勢の基地として運用した。しかし、フランソワにとってオスマン軍が国内を闊歩していることは喜べることではなく、バルバロスのチュニス再征服にも後ろ向きだった。結局、1544年5月にオスマン艦隊はフランス大使アントワーヌ・エスカリン・デ・アイマールと5隻のフランスガレー船に同伴して、ナポリ沿岸を略奪しながらイスタンブールへの帰途についた。

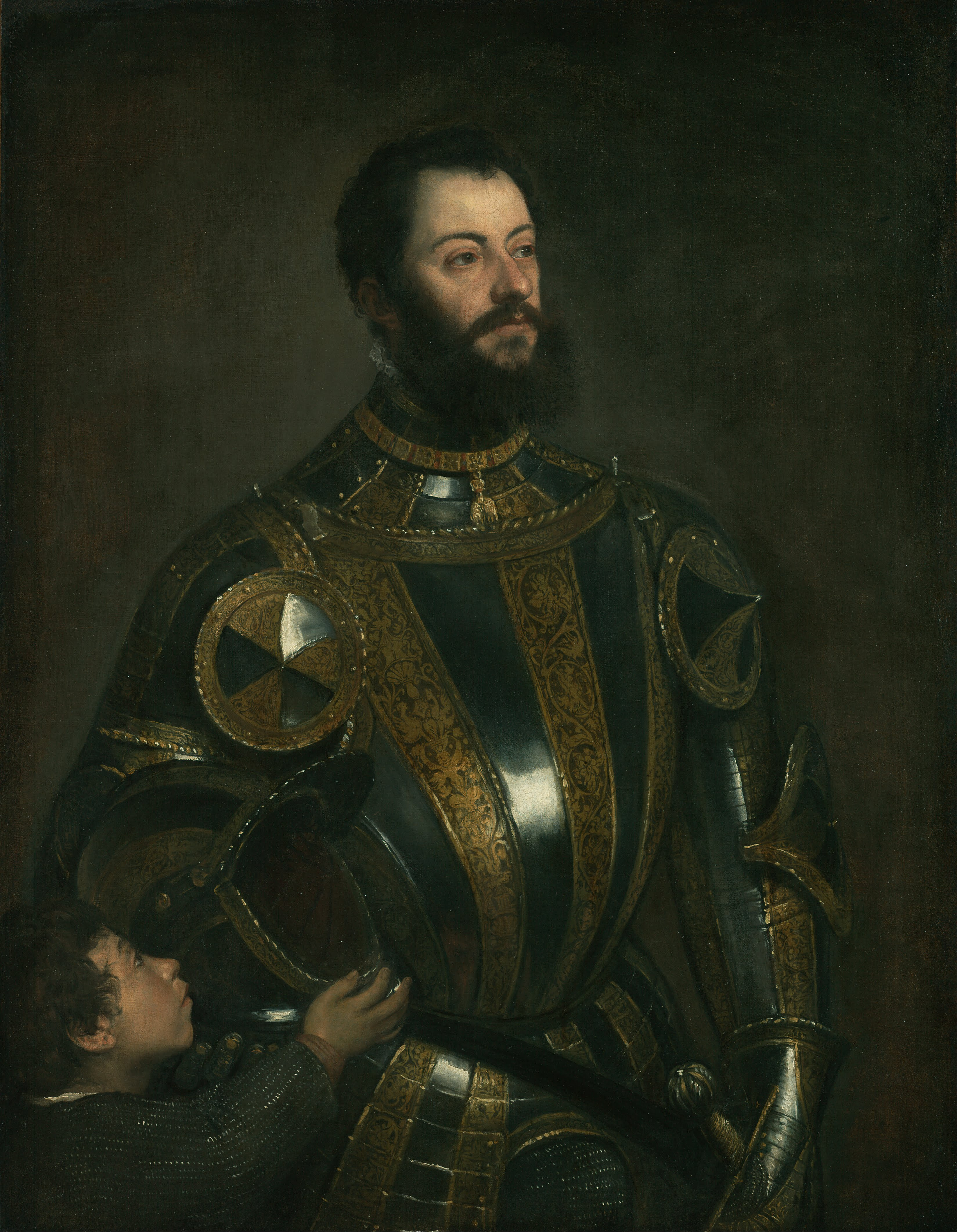
第6代ペスカーラ侯爵アルフォンソ・ダヴァロス、油絵、ティツィアーノ画、1533年ごろ。ダヴァロスはチェレゾーレの戦いでフランスに敗北したが、セラヴァッレの戦いでは勝利した。

一方ピエモンテではブティエール領主グイゴ・ギフレイ率いるフランス軍と第6代ペスカーラ侯爵アルフォンソ・ダヴァロス率いる帝国軍が対峙し、戦況が膠着していた。ダヴァロスはカリニャーノの城塞を占拠して籠城し、フランスはそれを包囲して決戦を求めた。1543年から1544年にかけての冬、フランソワは増援を派遣してアンギャン伯フランソワを司令官に任命した。同じく増援を受けたダヴァロスは会戦に応じ、1544年4月11日にチェレゾーレの戦いを戦った。この戦闘の死傷者数は当時の基準から見ても異常に高く、両軍の総数の28パーセントに上った。戦い自体はフランスが勝利を飾り、帝国軍は崩壊したが、戦略的にはさほど重要ではなかった。というのも、カール5世がピカルディに侵攻したためフランソワはピエモンテ駐留軍の大半を呼び戻し、アンギャン伯の元に残された軍勢ではミラノ侵攻には力不足であったためだった。1544年6月、セラヴァッレの戦いでダヴァロスがフランスのイタリア傭兵隊を撃破したことでイタリアにおける戦いが終わった。

## フランス本土進攻
1543年12月31日、ヘンリーとカールはさらなる条約に署名、1544年6月20日までにフランスへ親征することと、兵力は両国がそれぞれ3万5千以上の歩兵、7千以上の騎兵を供出することを約束した。 対抗してフランソワも7万の軍勢を集めた。しかし、ヘンリーにもカールにもすぐに戦役をはじめられない事情があった。ヘンリーはスコットランドとの戦争の最中で、カールはドイツ諸侯との争いに没頭していた。5月15日、初代サマセット公爵エドワード・シーモアはスコットランド侵攻の進展によりスコットランドはもはや脅威ではなくなったことをヘンリー8世に報告した。報告を受けて、ヘンリー8世は腹心や皇帝の制止を振り切って独自のフランス戦役の準備をはじめた。一方カールは第四回シュパイアー帝国議会で諸侯との協議を成立させ、ザクセン選帝侯ヨハン・フリードリヒとブランデンブルク選帝侯ヨアヒム2世もフランス侵攻に参加した。
1544年5月にはフェッランテ1世・ゴンザーガ率いる軍がルクセンブルクの北に、カール自ら率いる軍がプファルツ選帝侯領に配置され、フランス侵攻の準備が整った。その総勢は4万2千で、さらに4千人がイングランド軍と合流した。5月25日、フェッランテ1世はルクセンブルクを占領、続いてコメルシーとリニーへ軍をすすめた。フェッランテは同時に声明を発し、皇帝の侵攻の目的を「トルコ人と同盟した暴君の打倒」とした。7月8日、フェッランテはサン＝ディジエを包囲した。カール率いる親征軍もすぐに包囲に参加した。

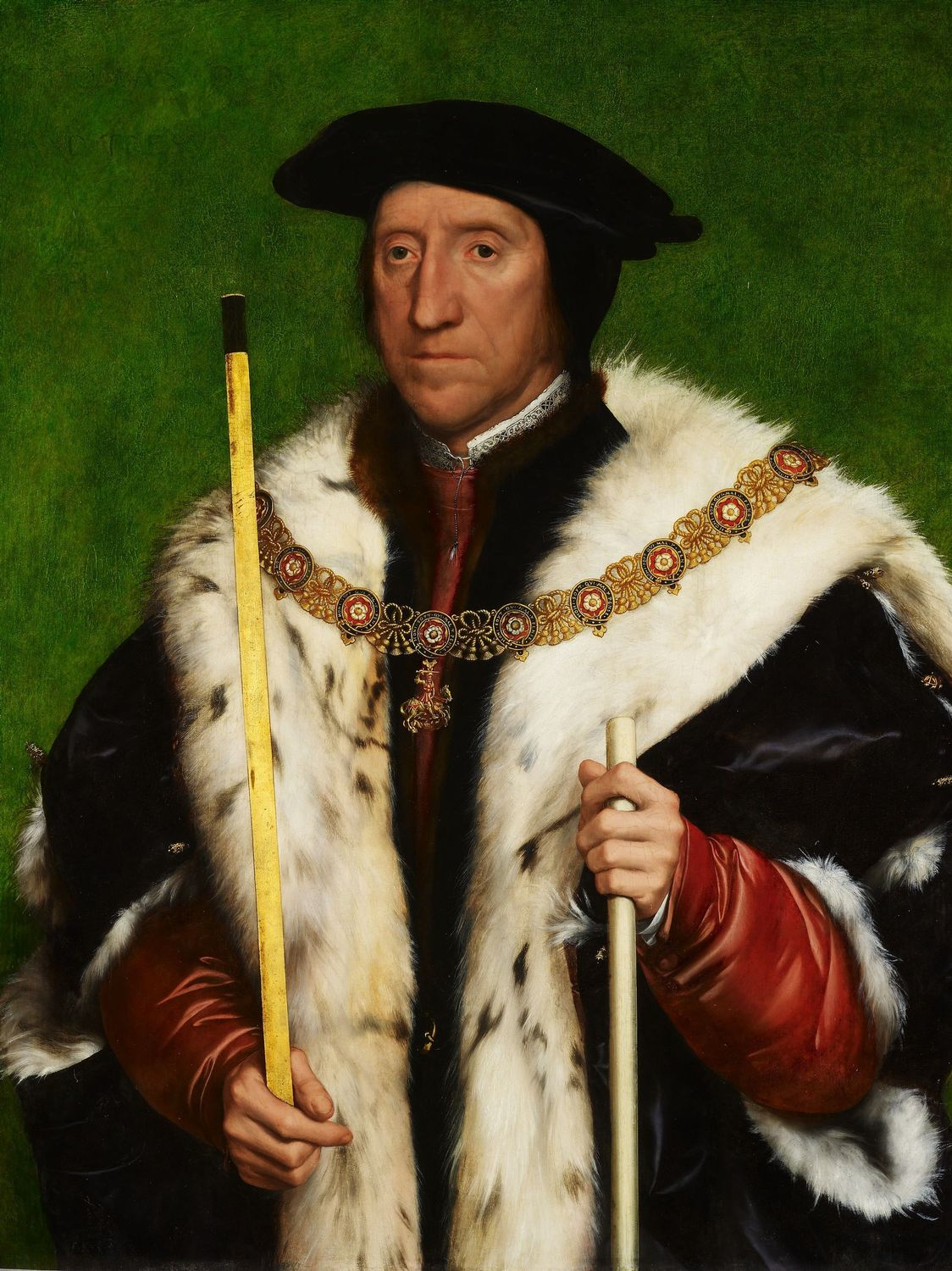
第3代ノーフォーク公爵トマス・ハワード、ハンス・ホルバイン画、1539年。ヘンリー8世によりイングランド軍司令官としてフランスに派遣されたが、モントルイユ包囲戦で敗北した。

ヘンリー8世も第3代ノーフォーク公爵トマス・ハワードと初代サフォーク公爵チャールズ・ブランドンを司令官に任命して、4万の軍勢をカレーに派遣した。ヘンリーと皇帝が戦役の目的とヘンリーの親征の是非について結論をだせていないのを尻目に、この大軍は緩慢に、しかも無目的にフランス領土へと前進した。最終的にヘンリーが下した決定は軍を二手に分けることだった。ノーフォーク公にはアルドレスまたはモントルイユを包囲する命令が下った。彼は後者を選んだが、補給不足や指揮の乱れなどで失敗した。サフォーク公にはブローニュ＝シュル＝メール包囲の命令が届き、7月14日にはヘンリー8世がカレーに渡りサフォーク公に加勢した。ブローニュ＝シュル＝メール包囲戦はそのまま7月19日に始まった。皇帝は大反対し、パリを攻撃すべきと主張したが聞き入れられなかった。
カール自身はいまだにサン＝ディジエで足止めを食らっていた。ジロラモ・マリーニに要塞化され、サンセール伯ルイ4世・ド・ビュエイユが守備に就いていた市は頑強にも持ちこたえていた
。7月24日、カールはフランス軍が駐留しているヴィトリ＝ル＝フランソワを占領した。フランス軍はたびたびそこから出撃して皇帝軍の補給線を寸断しようとした。8月8日、守備軍は物資の不足により交渉に入った。8月17日、フランス軍が投降し、皇帝から軍旗を降ろさずに去ることを許可された。41日間足止めされたことで、皇帝軍の攻勢が止まった。皇帝の腹心は撤退を主張したが、皇帝は面目にかかわるとしてシャロン＝アン＝シャンパーニュへ強行軍した。しかし、マルヌ川渡河はジャロンで待ち受けていたフランス軍により阻止された、渡河はかなわなかったが、皇帝軍はシャンパーニュを荒らしまわり、エペルネー、シャティヨン＝シュル＝マルヌ、シャトー＝ティエリ、ソワソンを次々と落とした。
フランスは皇帝軍を止める行動を全くしなかった。ガブリエル・ド・ロルジュ率いる軍勢はラニー＝シュル＝マルヌの反乱鎮圧に手を焼いており、皇帝軍を相手する暇がなかった。パリは恐慌に陥ったが、フランソワは恐れるものは何もないと強弁した。カールは9月11日にようやく撤退した。ヘンリーはブローニュ攻城を自ら指揮、市街地を9月のはじめに落とし、城も9月11日に攻め入った。守備軍はその数日後ようやく投降した。

## クレピーの和約
このころ、カールは資金不足に悩まされ、さらに宗教問題にも対処しなければならなかった。彼はついにヘンリーに手紙を出し、侵攻を続けるか単独講和かの選択をヘンリーに委ねた。しかし、手紙がヘンリー8世の許に届いたころにはすでに講和が終わった。カールとフランソワの代表は1544年9月18日にクレピーでクレピーの和約に署名した。和約の成立にはフランソワ1世の王妃レオノール（カール5世の姉）と愛妾エタンプ公爵夫人が橋渡し役を務めたことが大きい。条約の内容は、フランソワ1世とカール5世がお互いの領土への請求を放棄し、1538年時点での国境を回復する、というものだった。具体的には皇帝がブルゴーニュ公国への請求を取り下げる代わりに、フランソワ1世がナポリ王国への請求を取り下げ、フランドルとアルトワへの宗主権も取り下げる。また、政略結婚の一環として、オルレアン公がカール5世の娘マリアか姪アンナと結婚する。持参金はマリアと結婚した場合ネーデルラントとフランシュ＝コンテで、アンナと結婚した場合ミラノになる。一方、フランソワ1世はブルボン公領、シャテルロー、アングレームをオルレアン公に授け、サヴォイア公国とピエモンテへの請求を取り下げる。さらに、フランソワ1世はカール5世のオスマン征伐を援助することを約束した。二人の間には秘密条約があり、フランソワ1世がプロテスタントの武力鎮圧と公会議の開催を約束した。

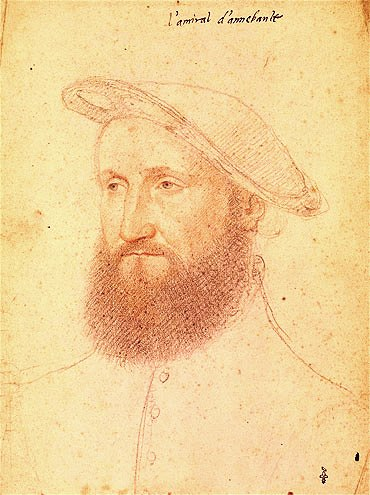
クロード・ダヌボー、ジャン・クルエの弟子画、1535年ごろ。ダヌボーは海軍の経験がなかったにもかかわらず、イングランド遠征艦隊を指揮した。

しかし、フランスの王太子アンリは彼ではなくオルレアン公の結婚が定められたことに不満だった。ヘンリー8世もカールの裏切りに怒り、スレイマン1世も不満であった。フランソワは条約を一部履行したが、オルレアン公が1545年に死去したことで条約が骨抜きとなった。

## ブローニュとイングランド
皇帝は講和したが、フランソワとヘンリーの間の戦いは続いた。王太子アンリが軍をモントルイユに進め、ノーフォーク公の包囲を解いた。ヘンリー自身は1544年9月末にイングランドに戻り、ノーフォーク公とサフォーク公にはブローニュの防衛を命じた。しかし、今や皇帝はすでに戦争から離脱しており、皇帝からの援軍が期待できないことと、フランス軍が全軍でイングランド軍と戦えることがイングランドにとって不利であった。イングランド軍は混乱に陥り、さらに接近してくるフランス軍が5万人もいるという噂を聞くと、二人はすぐ命令に背き、4千人を残してイングランド軍の大半とともにカレーに戻った。今度はイングランド側のカレー守備軍が数で上回られ、フランス軍に包囲された。王太子アンリは誰にも邪魔されないのを見てブローニュ包囲に集中した。そして、10月9日の総攻撃が成功しそうになったが、まだ占領も終わらないうちに略奪に走ったため逆に撃退された。カレーでは和平交渉が行われたが全く進展しなかった。ヘンリーはブローニュ返還拒否とフランスのスコットランド支援禁止という2点を決して譲らなかったからである。カール5世が仲介役を務めたが、自らもヘンリー8世との不和を抱えていたため交渉をまとめることができなかった。

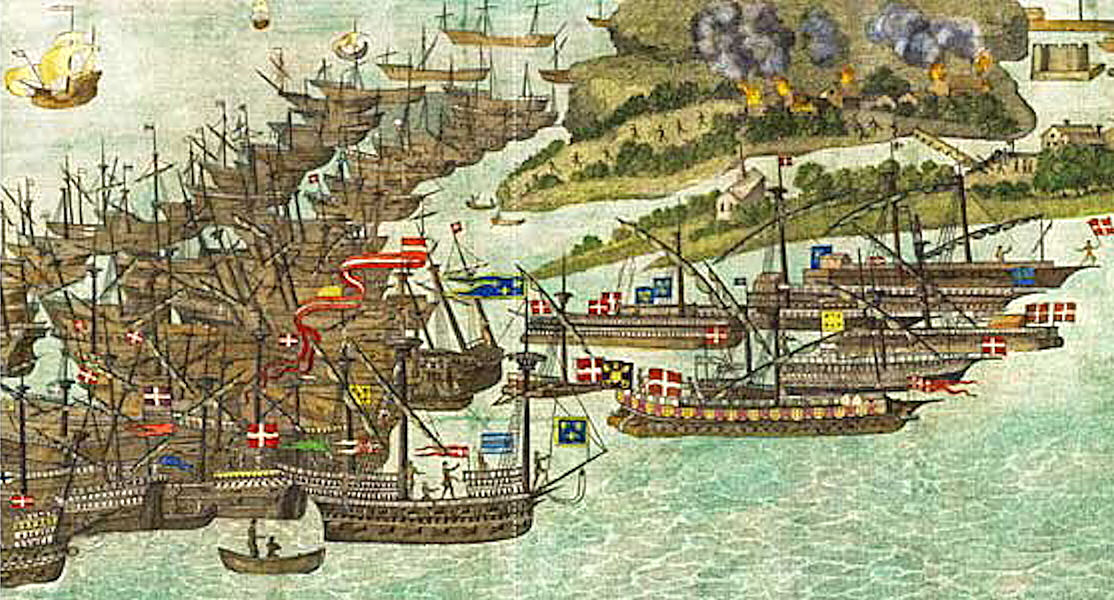
ワイト島を攻撃するフランス艦隊、著者不明、16世紀。

ヘンリー8世に譲歩させるため、フランスはある行動に打って出た。イングランド上陸計画である。その準備としてノルマンディーに3万人の陸軍を集め、船400艘をル・アーヴルで待機させた。艦隊の指揮官はクロード・ダヌボーだった。1545年5月31日、フランス遠征軍がスコットランドに上陸した。7月、初代ノーサンバーランド公爵ジョン・ダドリーが艦隊を率いてフランス艦隊を攻撃したが、天候不順で失敗した。しかし、フランスもアクシデント続きであった。ダヌボーの旗艦が炎上し、その代わりの旗艦が座礁した。ともかく、7月16日に出港したフランスの大艦隊は19日にソレント海峡に入り、短期間ながらソレントの海戦を戦った。攻撃は失敗し、イングランド艦隊にほとんど損害を与えられなかった。一番大きい損失をおこしたメアリー・ローズの沈没は事故であった。21日にフランスのワイト島侵攻がおき、25日にもフランス軍がシーフォードに上陸したが、どちらも短期間で撃退され、結局フランス艦隊はブローニュの海上封鎖に戻った。ダヌボーは8月15日に最後の攻撃としてビーチー岬に上陸したがこれも短期間で撤退した。

## アルドレスの和約

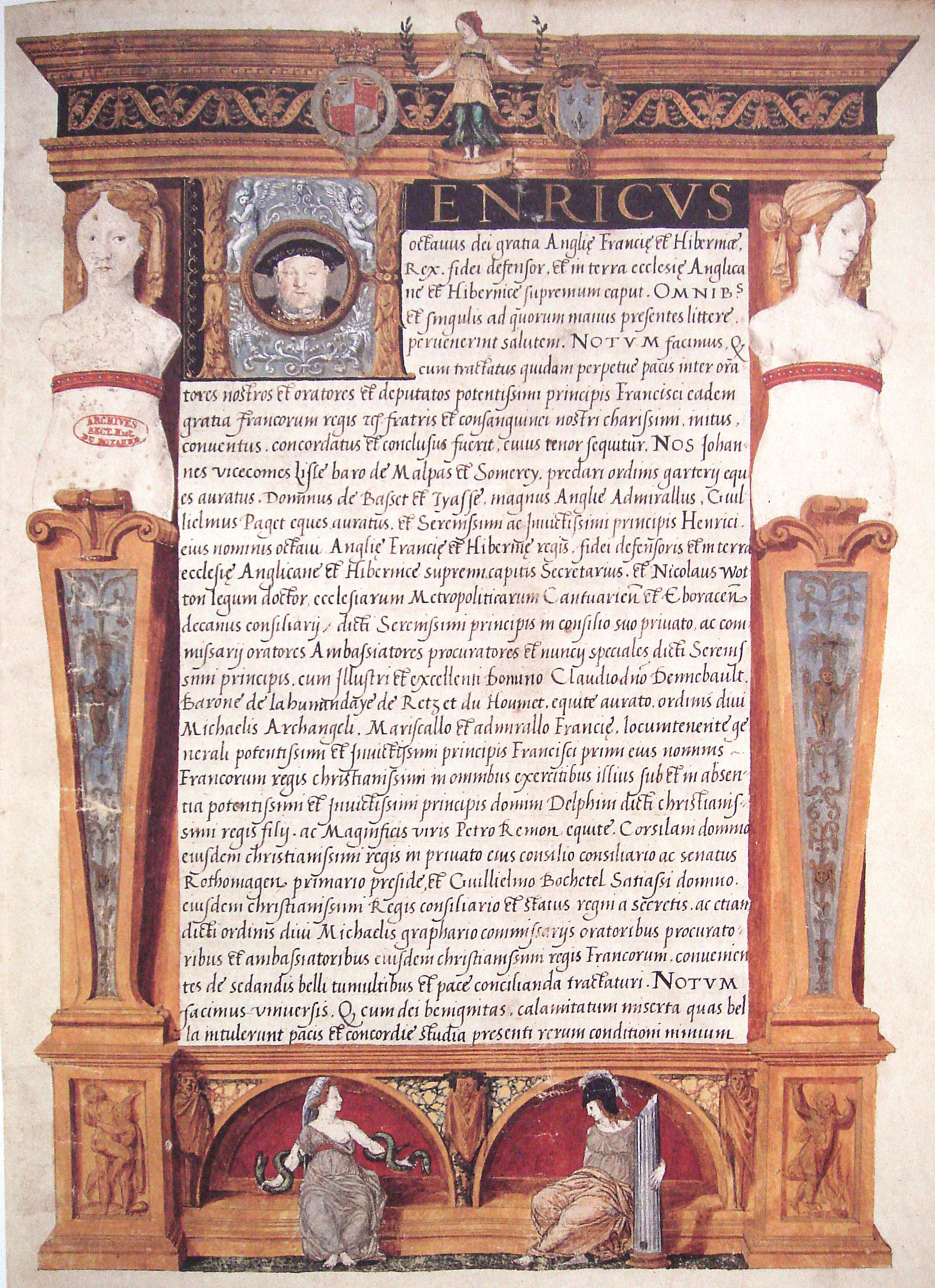
アルドレスの和約を批准するヘンリー8世（1546年）

1545年9月までに戦争が完全なステイルメイトとなった。どの国も兵員と資金の不足になやまされ、ドイツのプロテスタント諸侯に支援を乞うたが失敗した。ヘンリー、フランソワ、カールの3人の王は外交努力で突破しようとしたが、3人の相互不信で失敗した。1546年1月、ヘンリーは初代ハートフォード伯エドワード・シーモアをカレーに派遣し、フランスでの戦闘を再開しようとしたが結局何も起きなかった。
フランスにはもう戦争をおこす力がなく、ヘンリー8世はブローニュの処分だけが関心事であった。利害の一致した二人は5月6日に交渉を再開した。1546年6月7日、アルドレスの和約がフランス代表とイングランド代表の間で署名された。条約の定めによると、イングランドは1554年までブローニュを領有し、その後はフランスが2百万エキュで買い戻す。その間、付近での築城は禁止され、フランソワはヘンリーへの年金支払いを再開する。2百万エキュという値段を聞くと、神聖ローマ帝国の外交官は「これでブローニュは永久にイングランドの手に残るだろう」とヘンリー8世に言ったという。
条約ではスコットランド問題の処置もなされた。スコットランドは条約に署名できなかったが、休戦の効力が及ぶとされ、ヘンリー8世は無意味にスコットランドを攻撃しないことを約した。これによりスコットランドはしばし休息の時間を得たが、戦いは18ヵ月後に再開した。

## その後

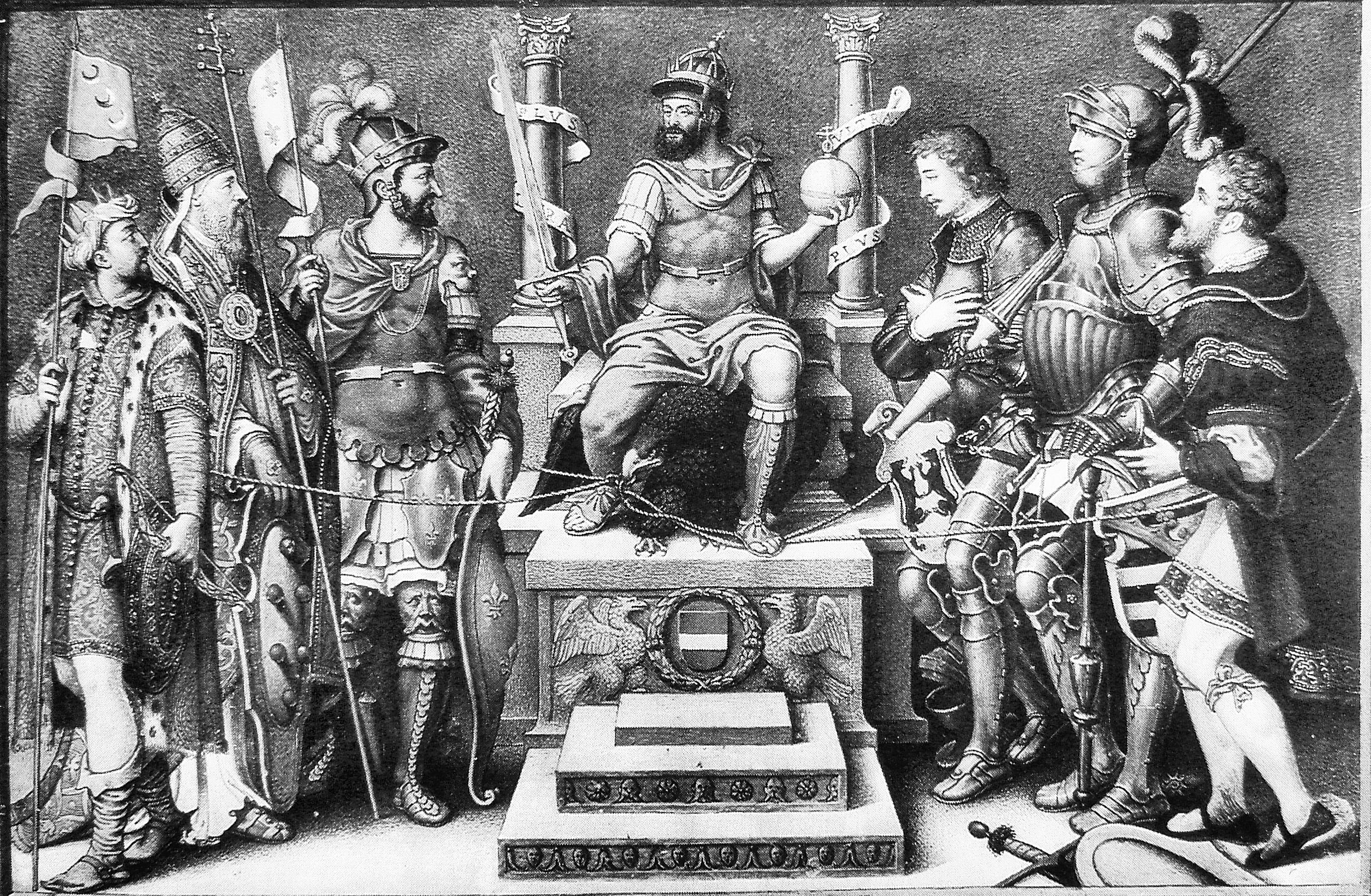
カール5世と彼に敗れた人々、ジュリオ・クローヴィオ画、16世紀中期。左からスレイマン1世、教皇クレメンス7世、フランソワ1世、ユーリヒ＝クレーフェ＝ベルク公ヴィルヘルム5世、ザクセン選帝侯ヨハン・フリードリヒ、ヘッセン方伯フィリップ1世。

この戦争はフランソワ1世とヘンリー8世の治世を通して最も出費のかさむ戦争となった。イングランドでは資金不足により税金が「未曾有な負担」とまで呼ばれ、貨幣改鋳がたびたび行われた。フランソワ1世は財政改革を行い、いくつかの新しい税を徴収した。従って、財政破綻に近いフランスはドイツのプロテスタント援助などできるはずもなく、シュマルカルデン戦争に介入できなかった。そして、フランスが財政を立て直したころには皇帝がミュールベルクの戦いで大勝し、戦争を終わらせた。スレイマン1世は、アドリアノープルの和約の締結によりハプスブルク家との戦いが一時休戦となった。

ヘンリー8世は1547年1月28日に亡くなった。フランソワ1世も同年3月31日に死亡した。ヘンリー8世の後継者たちはスコットランドでの争いを続けた。1548年、スコットランド人との戦いによりブローニュで戦線が開かれそうになると、二正面作戦を避けるために期限の4年前である1550年に同市を返還した。戦争の原因だったイタリア諸国への請求は次の第六次イタリア戦争に持ち越された。